# Зелёный Курган (Ульяновская область)
Зелёный Курган — поселок в составе Еделевского сельского поселения Кузоватовского района Ульяновской области. 

## География
Находится на расстоянии примерно 3 километра по прямой на восток-юго-восток от районного центра поселка Кузоватово.

## История
В 1913 году учтено 4 двора и 19 жителей (мордва). В поздний советский период отделение колхоза «Заря». В средине 20 века проживало свыше 60 человек. в селе была начальная школа. свой колхоз, который позднее был присоединен к вышеупомянутому колхозу "Заря ". В селе в период расцвета были свои ремесленные производства, кузница,  дубили шкуры. в колхозе был птичник, колхозный сад, следы которого до сих пор можно увидеть на ближнем склоне горы. пруд, конюшня, в которой помимо рабочих лошадей были и беговые кони, один из которых "орлик" в свое время был чемпионом Кузоватовского района.  

## Население
Население составляло 7 человек в 2002 году (86% мордва), 2 по переписи 2010 года.